# Puccinia permixta
Puccinia permixta ist eine Ständerpilzart aus der Ordnung der Rostpilze (Pucciniales). Der Pilz ist ein Endoparasit von Lauchen sowie der Süßgrasgattung Cleistogenes. Symptome des Befalls durch die Art sind Rostflecken und Pusteln auf den Blattoberflächen der Wirtspflanzen. Sie ist in der östlichen Paläarktis verbreitet.

## Merkmale

### Makroskopische Merkmale
Puccinia permixta ist mit bloßem Auge nur anhand der auf der Oberfläche des Wirtes hervortretenden Sporenlager zu erkennen. Sie wachsen in Nestern, die als gelbliche bis braune Flecken und Pusteln auf den Blattoberflächen erscheinen.

### Mikroskopische Merkmale
Das Myzel von Puccinia permixta wächst wie bei allen Puccinia-Arten interzellulär und bildet Saugfäden, die in das Speichergewebe des Wirtes wachsen. Die Aecien des Pilzes besitzen 16–22 × 11–16 µm große, hyaline Aeciosporen mit runzliger Oberfläche. Die hellorangen Uredien der Art wachsen zumeist unterseitig auf den Blättern der Wirtspflanze. Ihre hellgelben bis goldenen Uredosporen sind für gewöhnlich breit eiförmig bis annähernd kugelig, 19–22 × 16–19 µm groß und fein stachelwarzig. Die blattunterseitig wachsenden Telien der Art sind schwarzbraun, pulverig und früh unbedeckt. Die haselnussbraunen Teliosporen des Pilzes sind zweizellig, in der Regel ellipsoid bis breit eiförmig und 30–40 × 21–24 µm groß. Ihre Stiele sind farblos bis hellgelblich und bis zu 90 µm lang.

## Verbreitung
Das bekannte Verbreitungsgebiet von Puccinia permixta umfasst das östliche Russland, Afghanistan und China.

## Ökologie
Die Wirtspflanzen von Puccinia permixta sind für den Haplonten Lauche (Allium spp.) sowie Cleistogenes serotina und C. squarrosa für den Dikaryonten. Der Pilz ernährt sich von den im Speichergewebe der Pflanzen vorhandenen Nährstoffen, seine Sporenlager brechen später durch die Blattoberfläche und setzen Sporen frei. Die Art verfügt über einen Entwicklungszyklus mit Telien, Uredien, Spermogonien und Aecien und macht einen Wirtswechsel durch.